# Eunice Newton Foote
Eunice Newton Foote (Goshen, 17 de julio de 1819,  – Lenox, 30 de septiembre de 1888) fue una científica climatóloga, e inventora estadounidense, y defensora de derechos de las mujeres de Seneca Falls, Nueva York. Fue una destacada investigadora que descubrió una clave para entender el efecto invernadero, el cambio climático, la ciencia del clima y la meteorología.
Después de casarse con el abogado Elisha Foote en 1841, Foote se instaló en Seneca Falls, Nueva York. Fue signataria de la Declaración de Sentimientos y una de las editoras de las actas de la Convención de Seneca Falls de 1848, la primera reunión que trató los derechos de la mujer como su único enfoque. En 1856 publicó un artículo notable por demostrar la absorción de calor por parte del CO2 y el vapor de agua y formular la hipótesis de que las cantidades cambiantes de CO2 en la atmósfera alterarían el clima. Fue la primera publicación conocida en una revista científica de una mujer estadounidense en el campo de la física. Publicó un segundo artículo en 1857, sobre la electricidad estática en los gases atmosféricos. Aunque no era miembro de la Asociación Estadounidense para el Avance de la Ciencia, sus dos artículos se leyeron en las conferencias anuales de la organización; estos fueron los únicos artículos en el campo de la física escritos por una mujer estadounidense hasta 1889. Continuó patentar varias invenciones.
Foote murió en 1888 y durante casi cien años se desconocieron sus contribuciones, antes de ser redescubierta por mujeres académicas en el siglo XX. En el siglo XXI, surgió un nuevo interés en Foote cuando se dio cuenta de que su trabajo era anterior a los descubrimientos realizados por John Tyndall, quien había sido reconocido por los científicos como la primera persona en mostrar experimentalmente el mecanismo del efecto invernadero relacionado con la radiación infrarroja. El examen detallado de su trabajo por parte de científicos modernos ha confirmado que tres años antes de que Tyndall publicara su artículo en 1859, Foote descubrió que el vapor de agua y el CO2 absorben el calor de la luz solar. Además, su opinión de que las variaciones en los niveles atmosféricos de vapor de agua y CO2 darían como resultado el cambio climático, precedió a la publicación de Tyndall de 1861 por cinco años. Debido a los límites de su diseño experimental, y posiblemente a la falta de conocimiento de la radiación infrarroja, Foote no examinó ni detectó la absorción y emisión de energía radiante dentro del rango del infrarrojo térmico, que es la causa del efecto invernadero. En 2022, la Unión Americana de Geofísica instituyó la Medalla Eunice Newton Foote para las Ciencias de la Vida Terrestre en su honor para reconocer la investigación científica sobresaliente.

## Primeros años
Eunice Newton nació en 1819 en Goshen, Connecticut, creció en Bloomfield, Nueva York y se educó en el Troy Female Seminary en 1836-37 donde estudió la teoría científica impartida por Amos Eaton. Su madre era Thirza Newton. Su padre era Isaac Newton Jr., procedente de Goshen, que más tarde fue agricultor y emprendedor en East Bloomfield. Tuvo seis hermanas y cinco hermanos.
De 1836 a 1838 Eunice estudió en el Troy Female Seminary, que más adelante se llamó Emma Willard School. Los estudiantes del seminario podían atender a clases de una facultad de ciencias cercana que posteriormente se convertiría en el Instituto Politécnico Rensselaer, donde Foote aprendió los fundamentos de química y biología. Allí fue influenciada por los libros de texto de Almira Hart Lincoln Phelps, la hermana de Emma Willard, que fue una pionera de las mujeres en la ciencia, una experta botánica y la tercera mujer en ser miembro de la AAAS. Sin embargo, Foote careció de la ventaja de una buena formación en física experimental, en parte consecuencia de la desigualdad de género de su tiempo, en parte del desarrollo de la ciencia estadounidense en comparación con la británica y europea.

## Activista por los derechos de la mujer
Eunice Foote era vecina y amiga de la sufragista Elizabeth Cady Stanton y asistió a la Convención de Seneca Falls de 1848, la primera convención por los derechos de la mujer. Como miembro del comité editorial de la convención, Foote y su esposo Elisha fueron signatarios de la Declaración de Sentimientos de la convención. La declaración, escrita por Stanton, exigía derechos sociales y legales iguales a los de los hombres, así como el derecho al voto. Foote fue una de las cinco mujeres que prepararon las actas de la convención para su publicación; los otros eran Stanton, Elizabeth M'Clintock, Mary Ann M'Clintock y Amy Post.

## Obra científica

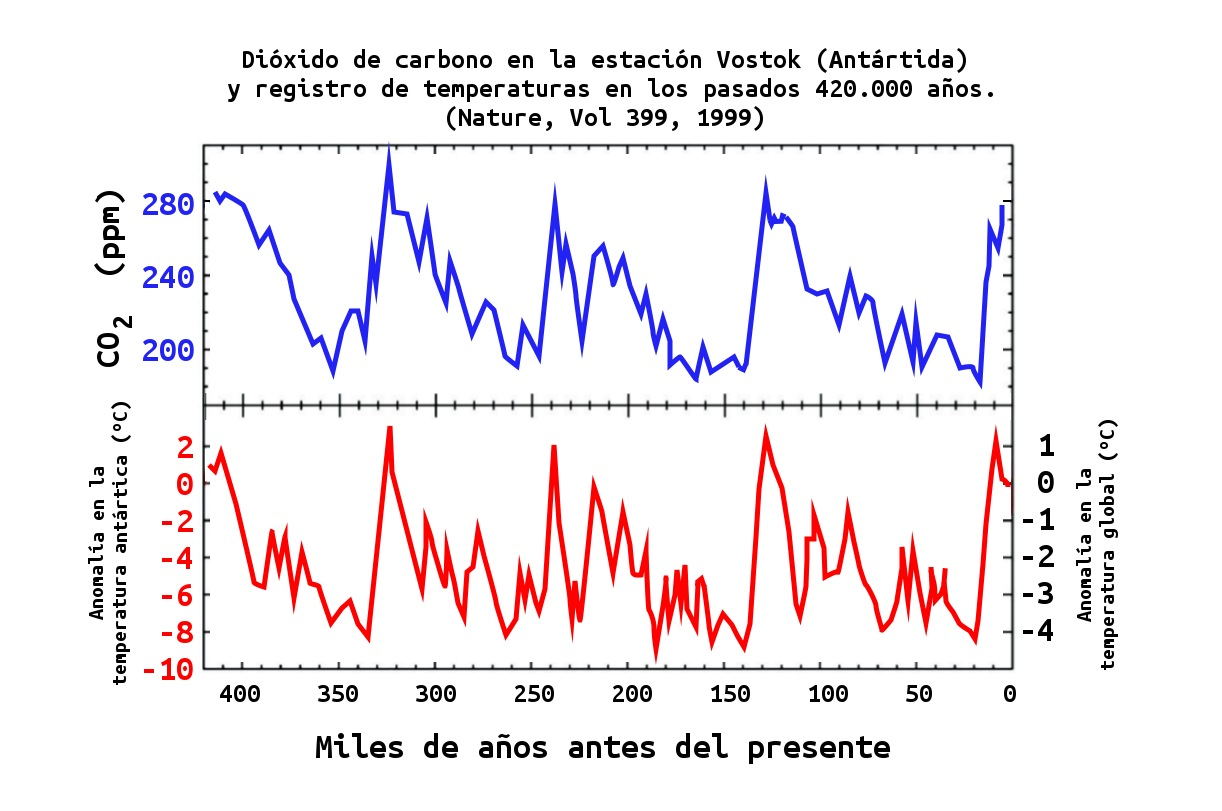
Concentraciones de dióxido de carbono y relación con la variación de temperatura en los últimos 420 000 años

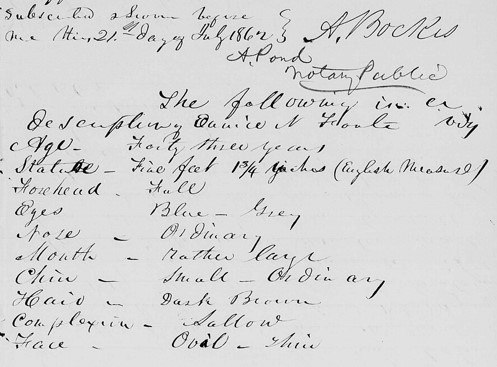
Descripción del pasaporte de Foote en 1862

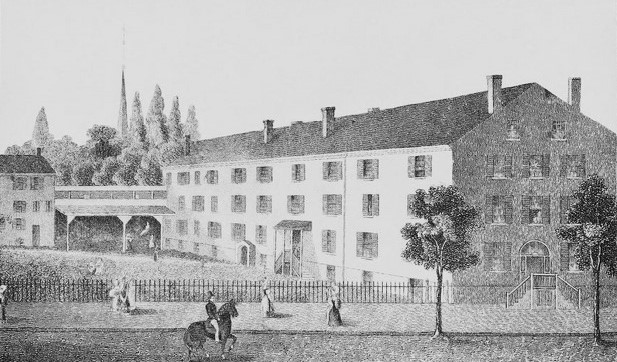
Seminario femenino de Troy, 1822

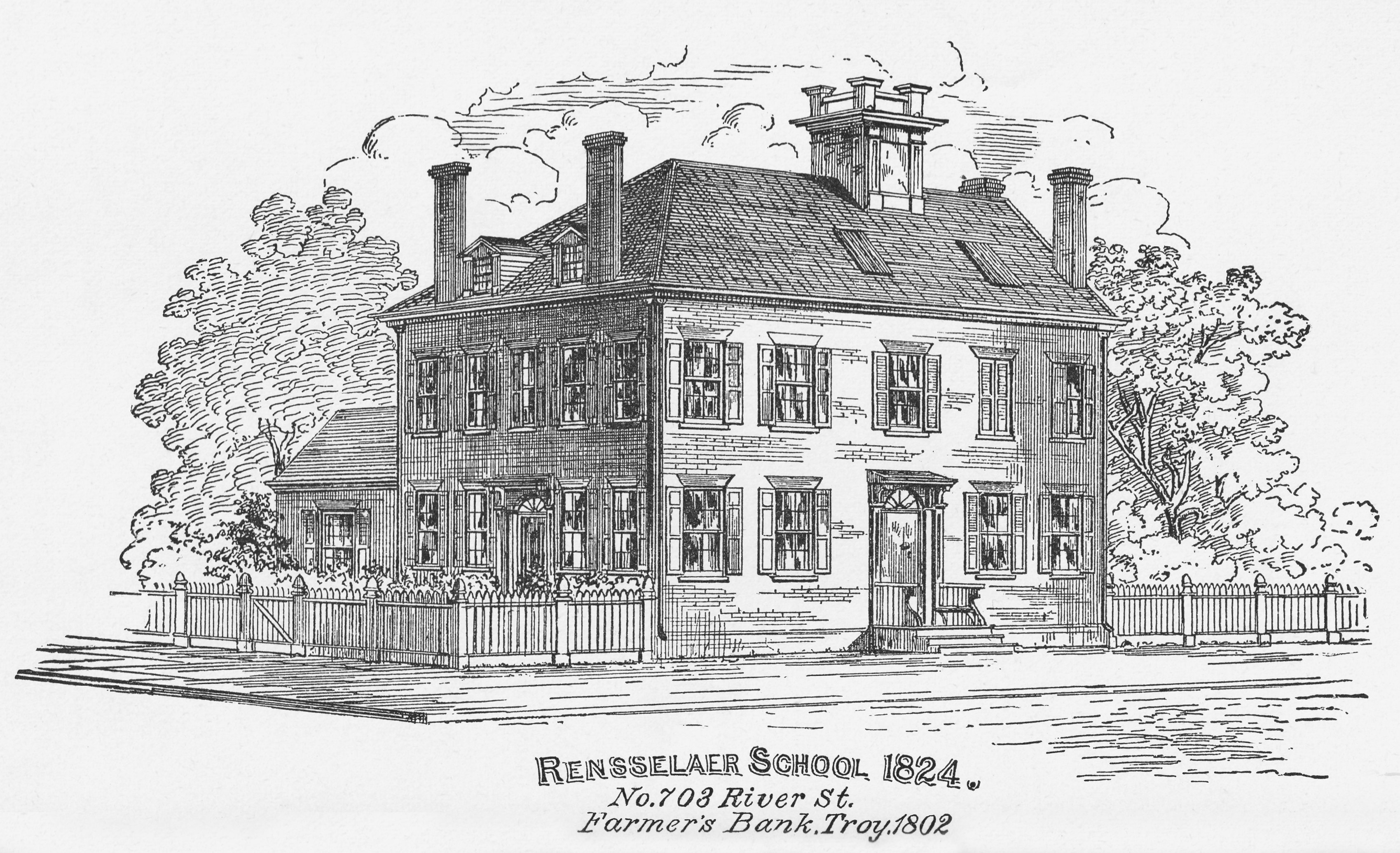
Escuela Rensselaer, 1824

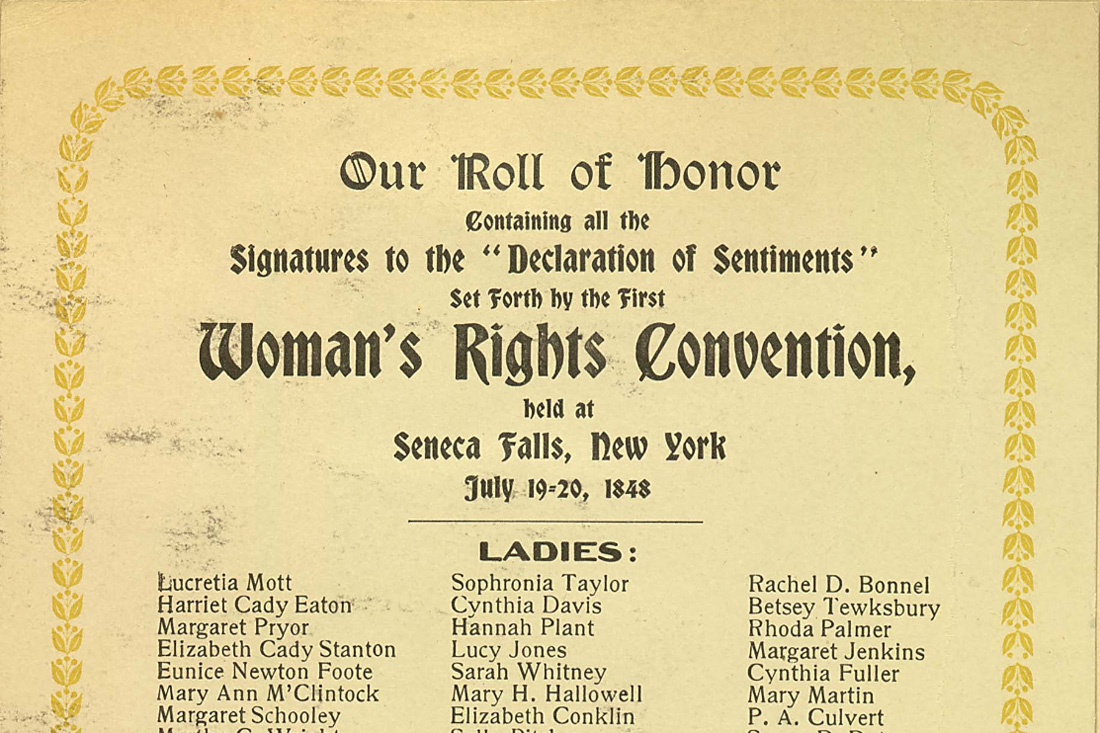
La página de la firma de la Declaración de Sentimientos, con la firma de Foote a la izquierda

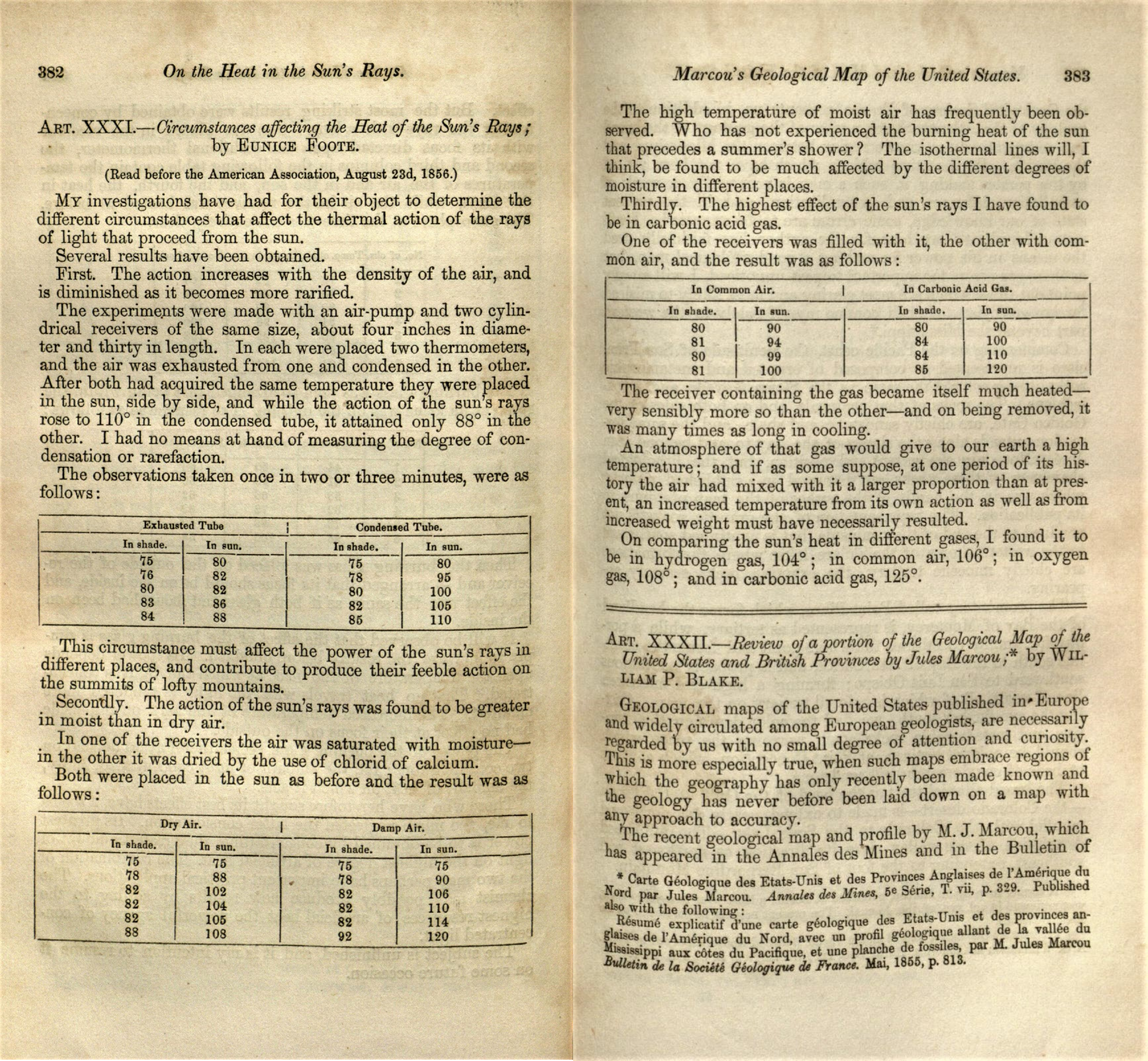
Eunice Foote - "Circunstancias que afectan el calor de los rayos del sol" (1856), American Journal of Science and Arts

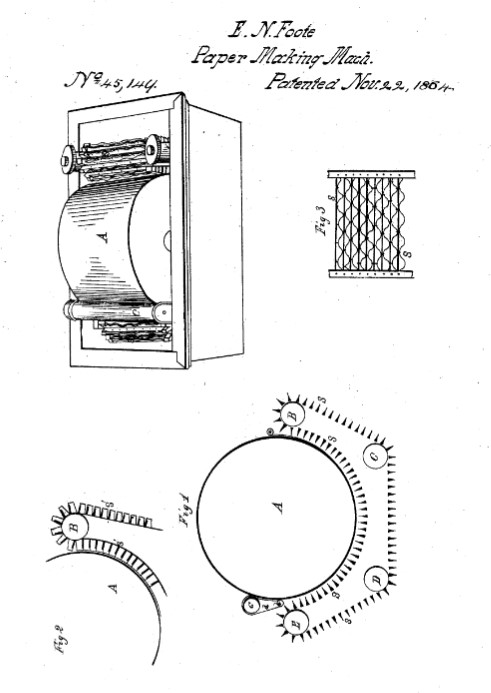
Máquina de fabricación de papel de Foote, 1864

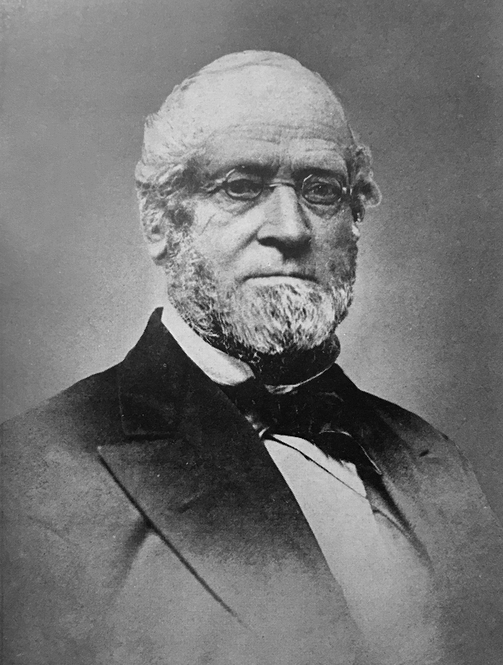
Elisha Foote esposo de Eunice

Foote llevó a cabo una serie de experimentos que demostraban las interacciones de los rayos de sol sobre diferentes gases.
Usó una bomba de aire, cuatro termómetros y dos cilindros de vidrio. Colocó dos termómetros en cada cilindro y con la bomba de aire evacuó el aire de un cilindro y lo comprimió en el otro. Permitió que los dos cilindros alcanzaran la misma temperatura y los colocó después al sol para medir la variación de la temperatura en diferentes condiciones de humedad. Realizó el experimento con CO2 (anhídrido carbónico), aire e hidrógeno. De los gases que probó Foote concluyó que el que atrapaba más calor era el CO2 alcanzando una temperatura de 125 grados Fahrenheit (51,7 °C).
Sobre este experimento afirmó:

‘The receiver containing this gas became itself much heated—very sensibly more so than the other—and on being removed [from the Sun], it was many times as long in cooling.‘
‘El recipiente que contenía este gas se calentó mucho más que los otros y tras retirarlo del sol tardó varias veces más tiempo en enfriarse.’
Eunice Newtor Foote

El profesor Joseph Henry presentó en 1856 en la Asociación Estadounidense para el Avance de la Ciencia el resultado de los experimentos de Foote con cilindros calentados al sol rellenos con diferentes gases titulado Circumstances affecting the heat of the sun's rays (Circunstancias que afectan el calor de los rayos de sol). La mayoría de divulgadores han coincidido en señalar la discriminación de género de la época como causa de que Foote no presentara su propio resultado, pero lo cierto es que las mujeres no tenían prohibido realizar sus propias presentaciones, como demostró la propia Foote presentando su segundo artículo en la Asociación en 1857 después de que su marido Elisha Foote adquiriese la membresía el año anterior por recomendación de Joseph Henry.
El Profesor Henry presentó el documento con las siguientes palabras:

‘Science was of no country and of no sex. The sphere of woman embraces not only the beautiful and the useful, but the true‘
‘La ciencia no era de ningún país y no tenía sexo. La esfera de la mujer abarca no sólo lo bello y lo útil, sino lo verdadero.’
Joseph Henry

Foote descubrió que el aire rarificado en un cilindro se calentaba menos que el aire a presión normal y que, por el contrario, el aire húmedo se calentaba más. Y algo más interesante aún; en sus propias palabras, “el mayor efecto lo he encontrado en el gas ácido carbónico”.
Conocedora del debate sobre las causas del clima cálido y húmedo del Devónico tardío y el inicio del Carbonífero, hace unos 360 millones de años, cayó en la cuenta de que en dicho periodo la atmósfera albergaba un alto contenido en CO2, concluyendo, en sus propias palabras, que:

‘An atmosphere of that gas would give to our earth a high temperature; and if, as some suppose, at one period of its history, the air had mixed with it a larger proportion than at present, an increased temperature from its own action, as well as from increased weight, must have necessarily resulted.‘
‘Una atmósfera de ese gas podría darle a nuestra Tierra una elevada temperatura; y como algunos suponen, en algún periodo de su historia, el aire estuvo mezclado en éste en una proporción mayor que la actual, con lo que debería haber resultado necesariamente un incremento de la temperatura provocada por su propia acción y por el aumento del peso del aire’
Eunice Newtor Foote

Eunice Foote se anticipó en tres años a los experimentos del físico y químico británico de origen irlandés John Tyndall, al que se ha considerado hasta ahora el descubridor del efecto del CO2 en la atmósfera y que, probablemente el irlandés utilizó como base 3 años después. Sin embargo, el montaje experimental de Foote no separaba el visible del infrarrojo en el espectro de la luz solar, aparte de que el propio efecto invernadero provocado por los recipientes de cristal podría influir en los resultados. Tyndall fue mucho más cuidadoso y utilizó una fuente de rayos oscuros (como se denominaba entonces al infrarrojo) y aisló el gas a estudiar en un tubo de latón tapado en ambos extremos con cristales de sal, con objeto de dejar pasar todo el infrarrojo y demostrar así más allá de toda duda razonable que el CO2 absorbía en este rango del espectro calentando el gas del recipiente.

### Sobre una nueva fuente de excitación eléctrica
En 1857, Foote estaba realizando experimentos sobre electricidad estática, a los que llamó "excitación eléctrica". Los estudios fueron diseñados para probar el contenido de humedad y qué gases en el aire podrían generar electricidad estática. Usó una bomba de aire con potencia limitada para ajustar la presión del aire en un tubo de vidrio de aproximadamente dos pies de largo y tres pulgadas de diámetro y sellado en los extremos con tapas de latón. Adjunto a una tapa había un electrómetro de pan de oro, que le permitía medir las cargas eléctricas y la otra tapa estaba unida a la bomba. Aspirando el aire atmosférico, lo reemplazó con oxígeno, hidrógeno y CO2, así como con aire seco y húmedo para probar su efecto sobre la carga eléctrica. Al expandir o comprimir el aire, Foote notó que el contenido de humedad cambiaba, lo que a su vez afectaba la cantidad de electricidad estática que podía generarse. Ella estaba trabajando a partir de una hipótesis de que las cargas eléctricas y las fluctuaciones en la presión atmosférica podrían explicar el campo magnético y la polaridad de la Tierra, lo que luego otros científicos demostraron que no era el caso.
El artículo de Foote, "Sobre una nueva fuente de excitación eléctrica", fue leído nuevamente por Henry en la conferencia anual AAAS celebrada en Montreal, el tercer día de procedimientos, el 14 de agosto de 1857. En noviembre de 1857, sus hallazgos se publicaron en Proceedings of the American Association for the Advancement of Science. La publicación de este artículo fue la primera vez que se incluyó en la revista el trabajo de una mujer estadounidense en física. Durante el siglo XIX, las mujeres estadounidenses solo publicaron dieciséis artículos de física. Los dos únicos publicados antes de 1889 fueron los artículos de Foote de 1856 y 1857.
El artículo de Foote fue abreviado y publicado en el American Journal of Science and Arts y Philosophical Magazine. El Philosophical Magazine había rechazado la publicación de su primer artículo a favor de reimprimir el trabajo de Elisha de 1856. El artículo sobre los hallazgos de Foote publicado en The New-York Daily Times el 18 de agosto de 1857, elogió su trabajo, afirmando que sus hallazgos "nunca habían sido probados hasta ahora", aunque, de hecho, confirmó la ley de los gases ideales, publicada en 1834. Demostró que el calentamiento o enfriamiento adiabático, o cambios de temperatura que ocurren sin la adición o eliminación de calor, es el resultado de un cambio de presión. Los cambios de temperatura alteran la presión de vapor en el aire, lo que a su vez afecta la generación de electricidad estática.

### Inventos
Eunice Foote y su esposo Elisha fueron ambos inventores. Rachel Brazil, escritora científica de Chemistry World, señaló en 2020 que Elisha presentó una patente en 1842 sobre una estufa de cocina controlada termostáticamente que había sido inventada por Eunice. Según Brazil, las invenciones de Eunice solían "patentarse a nombre de su marido, porque las mujeres casadas no podían defender las patentes ante los tribunales". La propia Foote reconoció la práctica en 1868, cuando Stanton la visitó en la oficina de patentes. Ella le dijo a Stanton que, en su opinión, la mitad de las patentes presentadas eran sobre invenciones de mujeres, pero debido a que los hombres controlaban el dinero necesario para hacer un modelo y buscaban el prestigio, tomaron las patentes de mujeres en su propio nombre. En 1857, Elisha recibió un acuerdo sustancial por infracción de la patente de la estufa de 1842.
Eunice presentó una patente a su propio nombre en 1860 sobre una plantilla para zapatos y botas hecha de una sola pieza de caucho vulcanizado para "evitar el chirrido de botas y zapatos". Un patín que inventó, que no tenía correas, se informó en The Emporia News en 1868. En 1864, Eunice desarrolló una nueva máquina de fabricación de papel de tipo cilindro. El Daily Evening Star informó que la máquina permitía fabricar papel para envolver e imprimir de mejor calidad a menor costo. Una empresa de Fitchburg, Massachusetts, que usó la máquina informó que les ahorró $157 (equivalente a $2,720 en 2021) por día en materias primas.

## Fallecimiento
Foote murió el 29 o 30 de septiembre de 1888 en Lenox, Massachusetts. Fue enterrada en el Cementerio de Green-Wood en Brooklyn, Nueva York.

## Redescubrimiento

### Antecedentes
Los sesgos en contra de dar crédito a las mujeres que son científicas por su trabajo llevaron a la falta de documentación sobre sus contribuciones y logros científicos, y Foote cayó en la oscuridad. Los científicos y los periodistas generalmente coinciden en que esto ocurrió porque ella era una mujer, porque era una científica aficionada y porque en ese momento los científicos estadounidenses no eran tan respetados como los europeos. El hecho de que no nombrara los trabajos específicos de los científicos que la habían influenciado marcó a Foote como una aficionada. Los investigadores estadounidenses fueron reconocidos en su época por la historia natural, pero la física aún era un campo en desarrollo y pocos físicos estadounidenses tenían reputación internacional. Tyndall se convirtió en la persona a la que más se le atribuye el descubrimiento del efecto invernadero. Algunos escritores atribuyen el efecto invernadero a Svante Arrhenius, el premio Nobel sueco de química, quien usó la química física para calcular cómo los aumentos en la cantidad de dióxido de carbono atmosférico pueden hacer que la Tierra se caliente y demostró que la interacción humana con el medio ambiente era una causa directa del cambio climático.
En 1902, Susan B. Anthony pronunció un discurso llamando a las feministas más jóvenes a tomar las riendas de las fundadoras del movimiento como "Elizabeth Cady Stanton, Lucretia Mott, Eunice Newton Foote, Mary Livermore e Isabella Beecher Hooker". El descuido institucionalizado de la historia de las mujeres y la distorsión del registro histórico por parte de historiadores que no analizaron ni incluyeron las experiencias de las mujeres llevaron a que se supiera poco sobre las primeras feministas. Antes de 1960 sólo trece textos publicados en Estados Unidos trataban de la historia de la mujer. De ellos, cinco se centraron en las mujeres coloniales y tres se centraron en las mujeres sureñas anteriores a la guerra. Las activistas por la Liberación de la Mujer comenzaron a exigir una mayor representación de las mujeres en el mundo académico a fines de la década de 1960. Querían que se ampliara la investigación sobre la historia de las mujeres y que grupos como las personas de color y otras comunidades marginadas formaran parte del registro histórico. En 1969, estas activistas formaron el Comité Coordinador de Mujeres en la Profesión Histórica como afiliado de la Asociación Histórica Estadounidense, con la esperanza de abordar las omisiones históricas y eliminar la discriminación y los problemas de reclutamiento en la profesión de historiadores. El impulso para la inclusión de las mujeres como sujetos históricos y como campo de estudio para los académicos resultó en el lanzamiento del primer programa universitario de estudios de la mujer en los Estados Unidos en 1970. Los primeros textos escritos específicamente sobre las feministas de la primera ola se escribieron después de 1975.

### Restablecimiento
Las mujeres que son académicas comenzaron a recuperar el papel de Foote como científica del siglo XIX en la década de 1970. En 1976, la historiadora Sally Gregory Kohlstedt señaló la participación de Foote como la única mujer en la reunión de 1857 de la AAAS en su historia de esa organización. Kohlstedt también notó la membresía de Elisha en la AAAS de 1856 a 1860 y la presentación de documentos de Eunice como no miembro, Deborah Jean Warner mencionó los artículos de Foote y su participación en las conferencias AAAS de 1856 y 1857, en su artículo "Educación científica para mujeres en Estados Unidos antes de la guerra", publicado en 1978 en la revista Isis. Lois Barber Arnold, que enseñó en el Departamento de Educación Científica del Teachers College de la Universidad de Columbia, describió en detalle los experimentos de Foote y su participación en las conferencias de la AAAS en 1984, pero señaló que faltaban datos biográficos sobre ella. Elizabeth Wagner Reed, genetista y académica que estudió los prejuicios contra las mujeres en la ciencia, incluyó un capítulo "Eunice Newton Foote: 1819–1888" en su libro de 1992 American Women in Science Before the Civil War.
Después de la llegada de Internet y la digitalización, se despertó un renovado interés en Foote por un artículo publicado por el geólogo petrolero jubilado Ray Sorenson, en enero de 2011, en la revista en línea Search and Discovery de la Asociación Estadounidense de Geólogos del Petróleo. Katharine Hayhoe, directora del Centro de Ciencias del Clima de la Universidad Tecnológica de Texas, se topó con el trabajo de Foote cuando intentaba responder una pregunta de una colega, Patricia Solís, sobre la falta de mujeres en las primeras investigaciones sobre el clima. Publicó un artículo "John v Eunice — A Fascinating Tale of Early Climate Science, Women's Rights and Accidental Poisoning" en Facebook en 2016. Leila McNeill, editora en jefe adjunta de la revista Lady Science, publicó un artículo en la revista Smithsonian en diciembre de ese año, luego de hablar sobre Foote con Sorenson. Casi al mismo tiempo, el físico John Perlin, quien según Nick Welsh, el editor ejecutivo del Santa Barbara Independent, es autor de dos historias definitivas sobre la energía solar, tomó nota de Foote y comenzó a investigar su historia. Para 2019, y debido a que era el bicentenario del nacimiento de Foote, tanto académicos como periodistas de muchas partes del mundo habían comenzado a escribir regularmente sobre Foote y el sexismo y los prejuicios en la comunidad científica, lo que provocó que las mujeres, y en particular las mujeres que son científicas, no fueran reconocidas.

#### Evaluación de los experimentos de Foote
Roland Jackson, académico visitante de la Royal Institution con sede en Londres, se propuso en 2019 analizar las cuestiones de prioridad del trabajo de Foote, al igual que Hayhoe en 2016. Según Jackson y Hayhoe, el aparato simple de Foote no podía distinguir entre los efectos de la energía emitida por el sol y la energía infrarroja radiada por la Tierra. Debido a que Tyndall tenía un equipo más sofisticado, Hayhoe notó que pudo hacer estas distinciones y medir de manera concluyente las "propiedades de atrapar el calor" de varios gases, al diferenciar su energía infrarroja y la capacidad de las moléculas para absorber o emitir radiación. Jackson reconoció que era posible que Foote no "reconociera la distinción entre la radiación solar y el calor irradiado por la tierra". Ralph Lorenz evaluó el trabajo de Foote en un contexto climático planetario moderno y señaló que la absorción de radiación del infrarrojo cercano (0,8 a 3 μm) reportada por Foote es efectivamente un efecto antiinvernadero porque involucra principalmente la absorción de radiación solar en lugar de la absorción y rerradiación de radiación infrarroja terrestre de onda larga ("térmica").
Un análisis de los dos artículos de Foote fue publicado en línea en 2020 por Joseph D. Ortiz, profesor de geología en la Universidad Estatal de Kent, y Jackson. Sus hallazgos impresos en 2022 contienen una descripción de la metodología de Foote. Señalaron que aunque no citó trabajos específicos de otros científicos, hizo referencia a de Saussure, Alexander von Humboldt y Edward Sabine. (Reed había señalado anteriormente que Foote también había hecho referencia a Henri Becquerel, Jean Baptiste Biot y Louis Joseph Gay-Lussac.) También señalaron que Foote "no midió el efecto invernadero natural de la atmósfera terrestre", sino más bien estudió el calentamiento de gases dentro de recipientes de vidrio. Las paredes de estos recipientes habrían bloqueado la entrada o salida de la radiación infrarroja de onda larga, al tiempo que permitían que algo de calor escapara por conducción. En consecuencia, sus resultados no indicaron directamente cómo opera el efecto invernadero en una atmósfera natural, pero proporcionaron información cuantitativa sobre cómo los gases, incluidos los gases de efecto invernadero, que absorben e irradian calor.
El análisis de Ortiz y Jackson rastreó la derivación de las ideas de Foote y exploró cómo ella construyó, llevó a cabo e interpretó sus experimentos. Descubrieron que realizó sus experimentos utilizando un control y un recipiente de prueba, que se hicieron de la manera más similar posible. Su diseño experimental repitió el emparejamiento para que pudiera medir los cambios entre el pleno sol y sombra, aire aspirado y condensado, aire húmedo y seco, y atmósfera ambiental y CO2 para cada recipiente. Aunque no intentó responder cómo o por qué ocurrió el calentamiento, sus resultados confirmaron las preguntas que buscaba responder: "¿La concentración de gas en la atmósfera afecta su respuesta de calentamiento a los rayos del Sol?; ¿La composición del gas en la atmósfera afecta su respuesta de calentamiento a los rayos del Sol?; y ¿Se puede clasificar el efecto de diferentes gases en la respuesta de calentamiento de los rayos del Sol?"

#### Análisis del papel pionero de Foote en la ciencia del clima
El capítulo de Reed dio detalles biográficos sobre Eunice y su familia y presentó un análisis detallado de su trabajo científico. Reconoció que los experimentos de Foote confirmaron que cuando se sometía a la luz solar, el dióxido de carbono se calentaba más que el aire "demostrando así lo que hoy llamamos el efecto invernadero". En 2010, cuando Sorenson encontró un resumen del trabajo de Foote en un volumen de 1857 de The Annual of Scientific Discovery, no sabía que se había publicado el artículo completo. Tampoco sabía cuánto de lo que escribió el editor David Ames Wells en el resumen era "atribuible a [Foote]". Sorenson reconoció que el trabajo del Foote había precedido al de Tyndall al establecer la conexión entre el dióxido de carbono y el cambio climático, pero creía que su falta de reconocimiento por el descubrimiento se debía a que su trabajo había sido simplemente una presentación oral. Publicó una actualización de sus hallazgos iniciales sobre Foote en 2018 e informó que "se realizó un examen del American Journal of Science and Arts (AJS) y el artículo original [de Foote] se encontró en la edición de noviembre de 1856". "El artículo publicado por AJS muestra claramente que la idea del calentamiento climático debido al aumento de los niveles de CO2 atmosférico se originó con Eunice Foote".
El trabajo de Jackson en 2019 confirmó que los experimentos de Foote que muestran que el vapor de agua y el CO2 absorben calor ocurrieron tres años antes de que Tyndall hiciera una afirmación similar. También validó que su observación de que las diferencias en los niveles atmosféricos de vapor de agua y CO2 darían como resultado el cambio climático, precedió a la afirmación de Tyndall por cinco años. Lorenz informó en 2019 en su trabajo Exploring Planetary Climate que Foote había hecho sus descubrimientos que demostraban que el aire húmedo producía más calentamiento que el aire seco, y que las variaciones en la densidad del aire afectaban el calentamiento, antes de Tyndall. Perlin estuvo de acuerdo y describió a Foote como "la Rosa Parks de la ciencia... la primera mujer en la que se leyó un artículo en una importante reunión científica... la primera mujer en la que se publicó un artículo en las actas de una importante reunión científica... [y] la única mujer en ser publicada en revistas de física serias hasta Madame Curie". Ortiz y Jackson concluyeron que Foote fue la primera en demostrar la absorción de calor por el dióxido de carbono y el vapor de agua, pero no aisló ni detectó la absorción y emisión de energía radiante dentro del rango del infrarrojo térmico, que provoca el efecto invernadero.

#### Debate sobre si Tyndall conocía el trabajo de Foote
El redescubrimiento de Foote también provocó un debate académico sobre si Tyndall conocía su trabajo. La posición de Hayhoe en 2018 fue que no había información adecuada para tomar una determinación. Perlin creía firmemente que Tyndall sí lo sabía, porque uno de sus artículos se publicó en el American Journal of Science de 1856 junto con el de Foote. Jackson, quien también escribió una biografía de Tyndall, cree que Tyndall probablemente nunca supo de Foote. Reconoce la posibilidad de que Tyndall pudiera haberlo sabido, ya que fue uno de los editores de Philosophical Magazine y pudo haber estado involucrado en la selección de los artículos que decidió publicar. Jackson también señala que muchos científicos europeos, incluidos George Stokes y William Thomson, desconocían el trabajo de Foote, ya que su nombre no se menciona en ninguna de las "correspondencias, revistas o artículos publicados de los físicos críticos" de su época.
Perlin refutó la opinión de Jackson porque, en un incidente anterior, Tyndall no había acreditado el trabajo precedente de Henry y se sabía que Tyndall tenía poca consideración por la capacidad intelectual de las mujeres. Jeff Hecht, un escritor de ciencia y tecnología, reconoció que las razones por las que Tyndall no le dio crédito a Foote siguen siendo desconocidas, pero que "... podría haber ignorado un descubrimiento reclamado por una mujer". Al igual que Perlin, Hecht señaló que Tyndall "... no dio crédito a los descubrimientos de hombres como Colladon y discutió sobre la prioridad con algunos otros científicos prominentes de su tiempo". Jackson refutó que Tyndall solo tenía un interés limitado en el clima y, después de 1861, nunca volvió a publicar sobre el tema, ya que su interés era estudiar el efecto de la radiación sobre las moléculas. Jackson afirmó que fueron los científicos quienes le dieron a Tyndall el título de "fundador de la ciencia del clima" y no un título que Tyndall había reclamado para sí mismo.

## Legado y reconocimiento
En mayo de 2018, se llevó a cabo en la Universidad de California en Santa Bárbara, un simposio sobre el trabajo de Foote, Science Knows No Gender: In Search of Eunice Foote Who 162 Years Ago Discovered the Principal Cause of Global Warming. El presentador principal del simposio, en la primera conferencia organizada específicamente para honrar a Foote, fue Perlin.. Un cortometraje sobre la vida de Foote, Eunice, fue producido en 2018 por Eric Garro y Paul Bancilhon. Ese año, Cornell University Press publicó un libro de texto Communicating Climate Change: A Guide for Educators que confirma que el trabajo de Foote precedió al de Tyndall. La biblioteca de la Universidad de California en Santa Bárbara inauguró una exhibición de siete meses en noviembre de 2019, From Eunice Foote to UCSB: A Story of Women, Science, and Climate Change, para honrar el trabajo y el legado de Foote.
El trabajo de Foote ahora se reconoce como la primera investigación científica conocida para demostrar la existencia de gases de efecto invernadero y su potencial para efectuar cambios en el clima. La publicación de su artículo en la edición de 1856 del American Journal of Science and Arts es reconocida como la primera publicación conocida en una revista científica sobre física realizada por una mujer. La publicación de su artículo de 1857 en la Proceedings of the American Association for the Advancement of Science de ese año se reconoce como la primera vez que el trabajo de una mujer estadounidense se publica en la revista. La Unión Americana de Geofísica instituyó la Medalla Eunice Newton Foote para las Ciencias de la Tierra y la Vida en 2022 para reconocer los logros científicos excepcionales en la investigación que se centra en la convergencia de las ciencias de la Tierra y la vida.

## Secuencia de publicaciones
En 1856, los efectos de la radiación solar sobre gases contenidos en cilindros de cristal descubiertos por Eunice se reportaron oralmente en una presentación anual de la American Association for the Advancement of Science (AAAS) en Albany, Nueva York.
En 1856 el artículo de Eunice Foote fue publicado en el American Journal of Science and Arts con el título ‘Circumstances affecting the heat of the Sun's rays’, e inmediatamente después se publicó un artículo más amplio firmado por su marido Elisha Foote.
Comentando el artículo de Eunice Foote se publicaron artículos en The New York Daily Tribune, the Canadian Journal of Industry, Science and Art, y Scientific American.
En el artículo de The New York Daily Tribune se comentó que Joseph Henry dijo de los resultados de Foote:

‘that although the experiments were interesting and valuable, there were [many] [difficulties] encompassing [any] attempt to interpret their significance‘
‘que aunque los experimentos eran interesantes y valiosos, había muchas dificultades para intentar interpretar su significado.’
The New York Daily Tribune

Dos resúmenes del artículo de Foote aparecieron en Europa: Edinburgh New Philosophical Journal en 1857, y Jahresbericht en 1856 y 1857.
El segundo artículo de Eunice, 'On a new source of electrical excitation', también leído por Joseph Henry en la reunión de la AAAS en Montreal en 1857, se publicó en las Actas de la AAAS, el primero de una mujer. Una versión más breve apareció en American Journal of Science and Arts. A diferencia de su primer artículo, esta versión se volvió a publicar en la Philosophical Magazine en 1958.

## Vida personal
Su padre era Isaac Newton Jr., originalmente de Goshen, Connecticut y más tarde agricultor en Bloomfield, Nueva York. Su madre era Thirza. Tenía seis hermanas y cinco hermanos. Eunice era una buena pintora de retratos y paisajes.
El 12 de agosto de 1841, se casó con Elisha Foote, abogado de patentes, que llegó a ser juez. Elisha y Eunice vivieron en Seneca Falls. Su padre era fideicomisario del Barnard College. Eunice y Elisha tuvieron dos hijas: Mary Foote (1842–1931), una artista y escritora que se casó con el senador de Misuri John B. Henderson y acabaría como presidenta de la Asociación para el Sufragio Femenino de Misuri. Y Augusta Newton Foote (n. 1844), escritora del libro The Sea at Ebb Tide, un trabajo científico sobre los organismos que pueden encontrarse en las playas norteamericanas. Era miembro del consejo de Barnard College. Se casó con Francis B. Arnold el 6 de marzo de 1869.
Eunice y Elisha tuvieron seis nietos, tres por cada hija. Elisha murió en 1883 y Eunice murió cinco años más tarde, en septiembre de 1888. Eunice está enterrada en el cementerio Green-Wood de Brooklyn, Nueva York.

## Publicaciones
- Foote, Eunice (Septiembre de 1856). «Circumstances Affecting the Heat of the Sun's Rays». The American Journal of Science and Arts (New York, New York: G. P. Putnam & Company) 22 (65): 382-383. ISSN 0099-5363. OCLC 1280516952.[36][136]
- Foote, Eunice (Agosto de 1857). «On a New Source of Electrical Excitation». Proceedings of the American Association for the Advancement of Science: Eleventh Meeting (Cambridge, Massachusetts: Joseph Lovering): 123-126. OCLC 923936325.
- Patente estadounidense 28265, Foote, Eunice N., "Filling for Soles of Boots and Shoes", publicado el 15 de mayo de 1860
- Patente estadounidense 45149, Foote, Eunice N., "Improvement in Paper-Making Machines", publicado el 22 de noviembre de 1864

De los 16 artículos (papers) de física publicados por mujeres estadounidenses en el siglo XIX, solamente dos se publicaron antes de 1889 y los dos fueron escritos por Eunice Foote.
El simposio sobre ella Science Knows No Gender: In Search of Eunice Foote Who 162 Years Ago Discovered the Principal Cause of Global Warming tuvo lugar en mayo de 2018 en la Universidad de California Santa Bárbara, Estados Unidos.